# Cohen in het Fries
Cohen in het Fries (subtitel: In Frysk earbetoan oan Leonard Cohen) is een muziekalbum waarop een aantal zeer verschillende Friese muzikanten liedjes zingen van de Canadese zanger/dichter/liedschrijver Leonard Cohen, die zijn vertaald in het Fries. De uitvoerende artiesten noemen zich De Partisanen, een geuzennaam die is afgeleid van het nummer 'The Partisan'.

## Introductie
Leonard Cohen heeft sinds 1967 een aantal albums uitgebracht met succesvolle liedjes als So Long, Marianne, Suzanne en Hallelujah.  Hij is vooral bekend om zijn zware, wat monotone stemgeluid en sobere (vaak akoestische) begeleiding. Leonard Cohen is overleden in 2016, hij is 82 jaar geworden.
Bart Kingma, regisseur van Omrop Fryslân, vertaalde enkele liedjes van Cohen in het Fries. Samen met geluidstechnicus Harry Zwerver besloot hij om een verzamelalbum op te nemen met Friestalige uitvoeringen van Cohen-liedjes. De muzikale begeleiding is verzorgd door een orkest onder leiding van Peter van der Zwaag.
Het album (CD en DVD) is verschenen in november 2008. Het is opgenomen in een oude boerderij bij het dorpje Boer, in de omgeving van Franeker.
Rond de Kerstdagen van 2008 is een special uitgezonden door Omrop Fryslân, die op 1 en 2 januari 2009 ook is uitgezonden op NPO 2.
In de Fryske Top 100 die jaarlijks op 31 december wordt uitgezonden, stonden in 2017 drie nummers die afkomstig zijn van het album Cohen in Fries. Dat zijn:
- Elske DeWall: Dûnsje my de leafde út (nummer 18)
- Nynke Laverman: Hallelujah (nummer 35)
- Gerrit Breteler: As it jo wil is (nummer 46).

## Tracklist
1. Elske DeWall – Dûnsje my de leafde út - (Dance me to the end of love) album: Various positions (1984) duur: 3:59
2. Gurbe Douwstra – De swalkerinne – (The stranger song) album: Songs of Leonard Cohen (1967) duur: 4:33
3. Sido Martens -  De partisaan – (The partisan) album: Song from a room (1969) duur: 3:17
4. Mariusz – Draai my rûn  - (Take this waltz) album: I’m your man (1988) duur: 6:28
5. Gerbrich van Dekken – Ik wol dy op sa’n dei noch net by my wei – (Hey, that’s no way to say goodbye) – album: Songs of Leonard Cohen (1967) duur: 3:15
6. Robbie van Wieren – Earst nim ik Manhattan – (First we take Manhattan) – album: I’m your man (1988) duur: 5:38
7. Roel Slofstra – Suzanne – (Suzanne) – album: Songs of Leonard Cohen (1967) duur: 3:50
8. Piter Wilkens - Libben, libben, libben – (Lover, lover, lover) – album: New skin for the old ceremony (1974) duur: 3:12
9. Gerrit Breteler – As it jo wil is - (If it be your will) – album: Various positions (1984) duur: 3:35
10. Nynke Laverman – Halelujah - (Halellujah) – album: Various positions (1984) duur: 6:02
11. Jaap Louwes - Ljochtblauwe reinjas – (Famous blue raincoat) -  album: Songs of love and hate (1971) duur: 4:28
12. Auke Busman- Marjanne, kom by my – (So long, Marianne) – album: Songs of Leonard Cohen (1967) duur: 5:40

## Muzikanten

### Solisten
Het album opent met Dûnsje my de leafde út, in een eigen arrangement van Elske DeWall. De vertaling is van Elske en haar zus Femke de Walle. De originele compositie van Leonard Cohen is gebaseerd op de Griekse dans de Hasapiko. Gurbe Douwstra heeft country-elementen toegevoegd aan het nummer De swalkerinne, er is onder meer een cájon (handtrommel), dobro (soort gitaar) en een bandoneon (harmonica-achtig instrument) te beluisteren. Sido Martens, die in de folkrockband Fungus heeft gespeeld (bekend van Al die willen te kaap'ren varen zingt het lied De partisaan. Dit is het enige lied dat niet is geschreven door Leonard Cohen maar door Emmanuel Astier de la Vigerie (tekst) en Anna Marly (muziek). Het is geschreven in 1943 en gaat over het Franse verzet in de Tweede Wereldoorlog. De oorspronkelijke titel is La complainte du partisan.
Marius de Boer (bekend als Mariusz) was zanger en tekstschrijver van de Friese band Reboelje. Hij zingt op dit album Draai my rûn. Gerbrich van Dekken zingt de ballad Ik wol dy op sa’n dei noch net by my wei. Robbie van Wieren, zanger van de gelijknamige band Van Wieren zingt het pop/rock nummer Earst nim ik Manhattan. Roel Slofstra, de nestor van de Friese folkmuziek, zingt het nummer Suzanne, dat in Nederland een hit werd voor Herman van Veen.
Piter Wilkens heeft Lover, lover, lover vrij vertaald in Libje, libje, libje (dit is Fries voor: Leven, leven, leven). De kunstschilder/zanger Gerrit Breteler zingt het gevoelige lied As it jo wil is. De fado-zangeres en actrice Nynke Laverman zingt Hallelujah, dat vooral bekend is geworden door Jeff Buckley. Jaap Louwes zingt op ingetogen wijze Ljochtblauwe reinjas. De uitsmijter van dit album is het pop/rock nummer Marjanne, kom by my dat gezongen wordt door Auke Busman.

### Begeleiding
1. Basgitaar: Johannes Adema (tracks: 1,6,12)
2. Grand piano: Peter van der Zwaag (tracks: 1,4,5,6,9,11,12)
3. Drums: Sietse Huisman (tracks: 1,4,6,12)
4. Saxofoon: Hubert Heeringa (tracks: 1 en 5)
5. Cajón: Sietse Huisman (track: 2)
6. Dobro: Ward Veenstra (track: 2)
7. Contrabas: Johannes Adema (tracks 2, 4, 8,11)
8. Viool: Christiaan van Hemert (track 2 en 11)
9. Bandoneon: Christiaan van Hemert (tracks 3 en 9)
10. Viool: Hubert Heeringa (track 4)
11. Gitaar: Ward Veenstra (tracks 4,6,10,11,12)
12. Electric wind instrument: Hubert Heeringa (tracks 6 en 12)
13. Accordeon: Peter van der Zwaag (track 7)
14. Gitaar: Wilco Tukker (track 7)
15. Achtergrondzang: Femke de Walle (track 1)
16. Achtergrondzang: Hermien Zwart (track 8)
17. Marimba: Sietze Pruiksma (track 10)

### Teksten en arrangementen
De arrangementen zijn van Peter van der Zwaag, behalve:
- track 1 (Elske DeWall),
- track 3 (Sido Martens),
- track 7 (Roel Slofstra)
- track 10 (Ward Veenstra).

De vertalingen van het Engels in het Fries zijn van Bart Kingma, behalve: 
- track 1 (Elske DeWall en Femke de Walle),
- track 7 (Roel Slofstra),
- track 8 (Bart Kingma en Piter Wilkens),
- track 9 (Gerrit Bredeler)
- track 10 (Bart Kingma en Nynke Laverman).